# 大道典良
大道 典良（おおみち のりよし、1969年10月28日 - ）は、三重県志摩郡大王町（現：志摩市）出身の元プロ野球選手（外野手・内野手、右投右打）、プロ野球コーチ。2013年より福岡ソフトバンクホークスの打撃コーチを務める。
2001年から2012年までの登録名は大道 典嘉（読みは同じ）。

## 経歴

### プロ入り前
志摩市立船越中学校を卒業。明野高校では2年夏、3年春夏に甲子園に出場。ただし、2年夏は3回戦に進出するも、自身は代打で1打席立ったのみであった。3年では3番・中堅手でレギュラーになったが、春は2回戦で、夏は1回戦で敗れた。

### 南海・ダイエー・ソフトバンク時代
南海ホークスとしては最後となった1987年のドラフト会議で、4位指名を受けて入団するも、レギュラー定着には至らなかった。入団当時の体重は70kgで、現役晩年よりも30kg以上痩せていた。
一軍デビューは球団がダイエーに譲渡された初年度で、1989年10月14日の対近鉄バファローズ戦（藤井寺球場）に代打で初出場し、阿波野秀幸からプロ初安打を打った。
1994年にはドラフトで主砲候補と期待されていた小久保裕紀が入団し、小久保の練習風景を見てパワーに驚愕した。以後「これでは飯を食えない」と、持ち味の長打力を捨てて、藤本博史の右打ちを参考に「大柄な体を小さく曲げ、バットを極端に短く持つ」という独自の流し打ち打法を作り上げた。
1996年はスコット・ライディの不振によってチャンスを得ると、流し打ちの練習による効果が出てレギュラーに定着し、規定打席不足ながら打率.325・10本塁打・51打点の成績を残した。1997年は前年より数字は落ちたものの3番に定着し、規定打席にも到達。1998年以降は柴原洋・村松有人との併用により打席数は減少したため、規定打席に到達したのはこの年のみだった。
1998年シーズン終了後、吉永幸一郎・柳田聖人と共に敵軍バッテリーのサイン盗み疑惑が西日本新聞によって報道されたが、証拠不十分として処分には至らなかった。
2000年の日本シリーズ（対読売ジャイアンツ戦）では、第6戦において敗戦につながる失策を犯した。
2001年から登録名を「大道 典嘉」に改める。この年以降、スタメン出場では指名打者・一塁手が中心となった。それでもトニー・ミッチェルの不振によってレギュラーを奪取すると、夏場以降は右投手・左投手それぞれの対戦打率が3割を超えた。
2002年は前年より若干数字を落としたものの、モーガン・バークハートの不振によって再びレギュラーに定着する。この年に行われたプロ野球史上初の台湾遠征2連戦（対オリックス・ブルーウェーブ戦）では1戦目・2戦目で追撃の本塁打を放っている。
2003年は開幕から指名打者としてスタメン出場を果たしていたが、外野で起用する予定だったフリオ・ズレータがデビュー戦で守備難を露呈したため、指名打者で大道と併用されるようになる。この年、オールスターゲームにファン投票で選出された。
2004年はズレータが指名打者に定着したこともあって、出番が激減した。しかし後半には一軍に昇格し、主に代打や相手先発が左投手での右翼手で起用された。
2005年も前年と同じ起用法だったが、この年の出場は全て代打、もしくは一塁手としてだった。この頃から打撃不振によって一軍と二軍の往復を繰り返すようになる。
2006年は開幕を二軍で迎えたが、チーム全体が打撃不振に陥ったことから5月下旬に一軍昇格。6月までは打率.313を記録していたが、7月に入ると成績が低下し、後半戦は代打での出番も少なくなった。そして、シーズン終了直後の同年10月15日に戦力外通告を受ける。本人が「あまりに急な出来事だった」と述べているように、妻との外出中に携帯電話が鳴り、出ると球団幹部からの戦力外通告だったという。これについて、「南海からホークスの選手として頑張った自負があったし、引退試合ぐらいはさせてもらえると思っていた。それだけに、携帯電話での戦力外通告というのはショックだった」と語っている。このため現役続行を決断したが、3日後に王貞治の計らいによって、深刻な右打者不足に悩む読売ジャイアンツへ無償トレードされた。背番号は44。

### 巨人時代

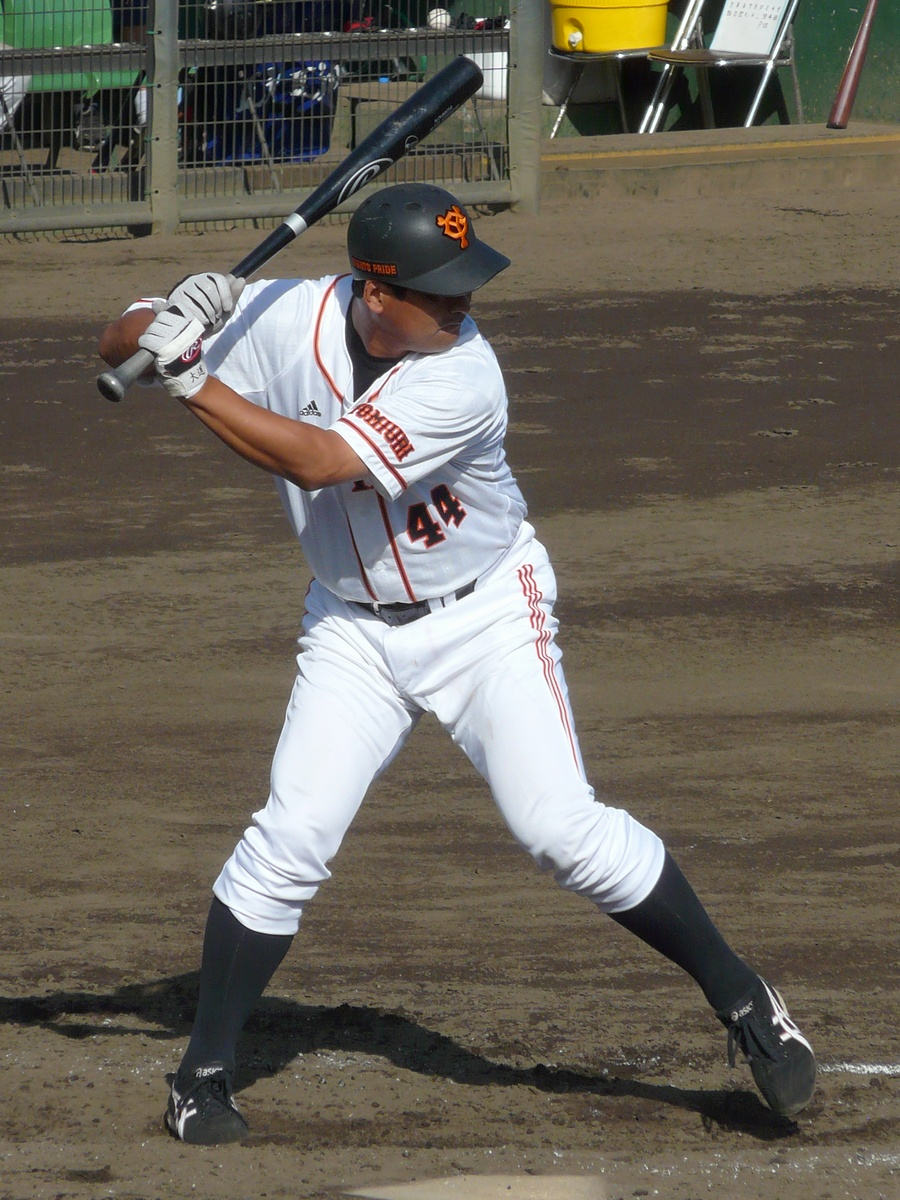

2007年の開幕は二軍で迎え、6月9日に一軍昇格して同日の対楽天戦（東京ドーム）で代打として出場し右前安打、その後も代打で出場した。代打本塁打も記録し、ソフトバンク時代の2005年以来2年ぶりとなる通算11本目の代打本塁打となった。打点は本塁打の際の1点のみだったが出塁率は.405、長打率.472を記録している。
2008年も右の代打の切り札として活躍していたほか、膝に不安を抱えていた小笠原道大に代わって3番・一塁手としてスタメン出場することもあった。6月21日の対福岡ソフトバンクホークス戦（東京ドーム）では9回二死に代打で登場し、あと1球で完封勝利を挙げる可能性のあった杉内俊哉から同点本塁打を放った。その後は木村拓也が決勝打を放って、共に移籍後初のお立ち台に上がったが、この時の写真が東京ドームのロッカーに巨人を去るまで飾られていた。同年8月27日の対横浜ベイスターズ戦では決勝点となるシーズン2本目、通算13本目の代打本塁打を放ち、当時の現役選手では単独トップとなった。
2009年は開幕を二軍で迎えたが、5月に初昇格。しかし調子は上がらず、シーズンのほとんどを二軍で過ごした。特に得点圏で結果を残せず、出場試合数は37試合にとどまった。しかし、シーズン終盤に入って徐々に調子を上げ一軍に復帰すると、クライマックスシリーズ第2戦（対中日ドラゴンズ戦）チェン・ウェインから決勝2点適時打、日本シリーズ第5戦（対北海道日本ハムファイターズ戦）の8回には林昌範から代打同点適時打を放ち、巨人の日本一に貢献した。当初、フロントはシーズンでの不振から大道に2009年限りでの引退を勧告するつもりでいたが、ポストシーズンの活躍により2010年の契約・現役続行となった。
2010年は一軍出場がシーズン終盤の5試合のみにとどまり、無安打に終わる。10月29日に現役引退を表明し、引退会見では同年4月に急逝した木村の名を出し「チャンスがあれば、タク（木村拓也）のようにコーチになりたい」と今後の方針を語った。生前の木村は大道と非常に親しく「亡くなったタクさんの分まで頑張りたかった」とも語っていた。

### 引退後
2011年、ニューヨーク・ヤンキース傘下の1Aタンパ・ヤンキースの巡回コーチに就任した。2月から10月まで自費のコーチ留学となった。
2012年は、読売ジャイアンツの育成コーチを務めた。しかし10月中旬、読売ジャイアンツ球場で練習中に球団関係者に「ホークスから呼ばれた」と言われ、「その場で初めて、去年も“大道を戻してほしい”という話が来ていたと教えてもらった。王会長の頼みだし、巨人としてもさすがに2年目だから――と。呼ばれていくというのはコーチ冥利に尽きるよね」と語った。
10月29日、2013年からソフトバンクの二軍打撃コーチを務めることが発表された。これにより、7年ぶりのソフトバンク復帰となった。また、登録名を12年ぶりに本名の「大道典良」に戻した。
2015年・2016年は一軍打撃コーチ、2017年は三軍打撃コーチを担当。同年11月25日から台湾で開催されるアジアウインターベースボールリーグにおいて、NPBウエスタン選抜の監督を務めた。
2018年から2021年までは二軍打撃コーチを務め、2022年からは三軍打撃コーチを担当している。

## プレースタイル・人物
長尺のバットを二握りほど余らせ極端に短く持ち、前傾姿勢からコンパクトな振りで食らい付く独特な打法が特徴。優れた選球眼と右方向への流し打ちに長ける他、粘り強く勝負強い打撃で主に「左キラー」、「代打の切り札」として活躍した。
愛称は「福岡の宅麻伸」。
自身の野球人生を「バット短く、息長く」、「構え小さく、夢大きく」と語っている。
1993年に根本陸夫が監督に就任するが、大道は根本を一軍に固定してくれた恩人と著書に記している。ある日、根本が「この中で一番守備が上手い選手を知っているか？大道だ」と発言し、大道も驚いたという。「守備が上手い」と言われたのはプロ生活23年、高校時代の3年間含めても最初で最後だった。根本曰く「遊撃手・大道」の守備が一番だといい、練習を重ねたものの同ポジションでの出場機会は無く、根本政権時代は三塁手で4試合ほど出場している。なお、三塁手のグラブは、当時守備走塁コーチだった藤原満からの借り物だった。

## 詳細情報

### 年度別打撃成績
| 年 度      | 球 団                 | 試 合 | 打 席 | 打 数 | 得 点 | 安 打 | 二 塁 打 | 三 塁 打 | 本 塁 打 | 塁 打 | 打 点 | 盗 塁 | 盗 塁 死 | 犠 打 | 犠 飛 | 四 球 | 敬 遠 | 死 球 | 三 振 | 併 殺 打 | 打 率 | 出 塁 率 | 長 打 率 | O P S |
| ---------- | --------------------- | ----- | ----- | ----- | ----- | ----- | -------- | -------- | -------- | ----- | ----- | ----- | -------- | ----- | ----- | ----- | ----- | ----- | ----- | -------- | ----- | -------- | -------- | ----- |
| 1989       | ダイエー ソフトバンク | 3     | 4     | 4     | 0     | 1     | 1        | 0        | 0        | 2     | 0     | 0     | 0        | 0     | 0     | 0     | 0     | 0     | 0     | 0        | .250  | .250     | .500     | .750  |
| 1990       | ダイエー ソフトバンク | 18    | 38    | 36    | 3     | 7     | 1        | 0        | 1        | 11    | 4     | 0     | 1        | 1     | 0     | 1     | 0     | 0     | 12    | 0        | .194  | .216     | .306     | .522  |
| 1991       | ダイエー ソフトバンク | 58    | 116   | 103   | 13    | 18    | 5        | 0        | 5        | 38    | 14    | 1     | 0        | 3     | 0     | 10    | 0     | 0     | 19    | 3        | .175  | .248     | .369     | .617  |
| 1992       | ダイエー ソフトバンク | 53    | 84    | 73    | 8     | 14    | 2        | 1        | 5        | 33    | 12    | 1     | 0        | 2     | 1     | 8     | 1     | 0     | 21    | 3        | .192  | .268     | .452     | .720  |
| 1993       | ダイエー ソフトバンク | 78    | 169   | 153   | 10    | 31    | 6        | 0        | 2        | 43    | 7     | 0     | 0        | 5     | 1     | 9     | 0     | 1     | 32    | 5        | .203  | .250     | .281     | .531  |
| 1994       | ダイエー ソフトバンク | 70    | 121   | 109   | 18    | 28    | 9        | 0        | 2        | 43    | 10    | 0     | 0        | 3     | 0     | 9     | 0     | 0     | 20    | 4        | .257  | .314     | .394     | .708  |
| 1995       | ダイエー ソフトバンク | 32    | 92    | 81    | 9     | 22    | 6        | 0        | 0        | 28    | 4     | 0     | 0        | 5     | 2     | 3     | 0     | 1     | 10    | 5        | .272  | .299     | .346     | .645  |
| 1996       | ダイエー ソフトバンク | 90    | 303   | 274   | 32    | 89    | 24       | 0        | 10       | 143   | 51    | 0     | 0        | 3     | 4     | 21    | 0     | 1     | 47    | 7        | .325  | .370     | .522     | .892  |
| 1997       | ダイエー ソフトバンク | 130   | 521   | 441   | 55    | 129   | 17       | 2        | 6        | 168   | 46    | 1     | 3        | 9     | 9     | 60    | 0     | 2     | 60    | 13       | .293  | .373     | .381     | .754  |
| 1998       | ダイエー ソフトバンク | 90    | 331   | 281   | 29    | 83    | 16       | 1        | 4        | 113   | 38    | 4     | 0        | 5     | 3     | 39    | 0     | 3     | 38    | 5        | .295  | .383     | .402     | .786  |
| 1999       | ダイエー ソフトバンク | 73    | 155   | 138   | 14    | 40    | 9        | 0        | 4        | 61    | 22    | 0     | 0        | 2     | 1     | 13    | 1     | 1     | 21    | 3        | .290  | .353     | .442     | .795  |
| 2000       | ダイエー ソフトバンク | 95    | 279   | 224   | 30    | 74    | 19       | 0        | 1        | 96    | 36    | 0     | 1        | 7     | 4     | 43    | 1     | 1     | 31    | 7        | .330  | .434     | .429     | .862  |
| 2001       | ダイエー ソフトバンク | 104   | 335   | 302   | 35    | 98    | 20       | 0        | 5        | 133   | 36    | 0     | 3        | 6     | 2     | 24    | 0     | 1     | 36    | 4        | .325  | .374     | .440     | .814  |
| 2002       | ダイエー ソフトバンク | 101   | 337   | 304   | 34    | 90    | 20       | 0        | 6        | 128   | 36    | 1     | 3        | 7     | 0     | 25    | 0     | 1     | 36    | 11       | .296  | .352     | .421     | .773  |
| 2003       | ダイエー ソフトバンク | 117   | 403   | 367   | 37    | 103   | 24       | 0        | 4        | 139   | 51    | 0     | 1        | 12    | 3     | 21    | 0     | 0     | 44    | 18       | .281  | .317     | .379     | .696  |
| 2004       | ダイエー ソフトバンク | 36    | 84    | 74    | 4     | 22    | 3        | 0        | 1        | 28    | 13    | 1     | 0        | 1     | 1     | 8     | 1     | 0     | 11    | 4        | .297  | .361     | .378     | .740  |
| 2005       | ダイエー ソフトバンク | 20    | 27    | 25    | 3     | 7     | 1        | 0        | 1        | 11    | 7     | 0     | 0        | 0     | 1     | 1     | 0     | 0     | 5     | 2        | .280  | .296     | .440     | .736  |
| 2006       | ダイエー ソフトバンク | 44    | 71    | 60    | 0     | 13    | 3        | 0        | 0        | 16    | 8     | 0     | 0        | 6     | 2     | 3     | 1     | 0     | 10    | 5        | .217  | .246     | .267     | .513  |
| 2007       | 巨人                  | 42    | 43    | 36    | 5     | 11    | 3        | 0        | 1        | 17    | 1     | 0     | 0        | 1     | 0     | 6     | 0     | 0     | 7     | 2        | .306  | .405     | .472     | .877  |
| 2008       | 巨人                  | 60    | 69    | 62    | 2     | 17    | 7        | 0        | 2        | 30    | 16    | 0     | 0        | 1     | 1     | 4     | 0     | 1     | 8     | 3        | .274  | .324     | .484     | .807  |
| 2009       | 巨人                  | 37    | 38    | 35    | 1     | 9     | 1        | 0        | 0        | 10    | 3     | 0     | 0        | 1     | 0     | 2     | 0     | 0     | 9     | 1        | .257  | .297     | .286     | .583  |
| 2010       | 巨人                  | 5     | 5     | 5     | 0     | 0     | 0        | 0        | 0        | 0     | 0     | 0     | 0        | 0     | 0     | 0     | 0     | 0     | 1     | 0        | .000  | .000     | .000     | .000  |
| 通算：22年 | 通算：22年            | 1356  | 3625  | 3187  | 342   | 906   | 197      | 4        | 60       | 1291  | 415   | 9     | 12       | 80    | 35    | 310   | 5     | 13    | 478   | 105      | .284  | .347     | .405     | .752  |

- ダイエー（福岡ダイエーホークス）は、2005年にソフトバンク（福岡ソフトバンクホークス）に球団名を変更

### 年度別守備成績
| 年 度 | 一塁  | 一塁  | 一塁  | 一塁  | 一塁  | 一塁     | 三塁  | 三塁  | 三塁  | 三塁  | 三塁  | 三塁     | 外野  | 外野  | 外野  | 外野  | 外野  | 外野     |
| 年 度 | 試 合 | 刺 殺 | 補 殺 | 失 策 | 併 殺 | 守 備 率 | 試 合 | 刺 殺 | 補 殺 | 失 策 | 併 殺 | 守 備 率 | 試 合 | 刺 殺 | 補 殺 | 失 策 | 併 殺 | 守 備 率 |
| ----- | ----- | ----- | ----- | ----- | ----- | -------- | ----- | ----- | ----- | ----- | ----- | -------- | ----- | ----- | ----- | ----- | ----- | -------- |
| 1989  | -     | -     | -     | -     | -     | -        | -     | -     | -     | -     | -     | -        | 2     |       |       |       |       |          |
| 1990  | -     | -     | -     | -     | -     | -        | -     | -     | -     | -     | -     | -        | 12    |       |       |       |       |          |
| 1991  | -     | -     | -     | -     | -     | -        | -     | -     | -     | -     | -     | -        | 39    |       |       |       |       |          |
| 1992  | 2     | 3     | 0     | 0     | 0     | 1.000    | -     | -     | -     | -     | -     | -        | 32    | 30    | 1     | 0     | 0     | 1.000    |
| 1993  | 29    | 155   | 8     | 2     | 11    | .988     | 5     | 1     | 5     | 2     | 0     | .750     | 27    | 26    | 4     | 0     | 0     | 1.000    |
| 1994  | 13    | 17    | 1     | 0     | 1     | 1.000    | -     | -     | -     | -     | -     | -        | 49    | 55    | 1     | 1     | 0     | .982     |
| 1995  | -     | -     | -     | -     | -     | -        | -     | -     | -     | -     | -     | -        | 27    | 49    | 1     | 0     | 0     | 1.000    |
| 1996  | -     | -     | -     | -     | -     | -        | -     | -     | -     | -     | -     | -        | 61    | 115   | 0     | 1     | 0     | .991     |
| 1997  | 2     | 3     | 0     | 0     | 0     | 1.000    | -     | -     | -     | -     | -     | -        | 124   | 223   | 6     | 2     | 2     | .991     |
| 1998  | 10    | 51    | 2     | 0     | 4     | 1.000    | -     | -     | -     | -     | -     | -        | 73    | 102   | 4     | 1     | 0     | .991     |
| 1999  | 2     | 1     | 0     | 1     | 0     | .500     | -     | -     | -     | -     | -     | -        | 21    | 31    | 1     | 0     | 1     | 1.000    |
| 2000  | 9     | 50    | 11    | 0     | 4     | 1.000    | -     | -     | -     | -     | -     | -        | 24    | 21    | 2     | 0     | 0     | 1.000    |
| 2001  | 23    | 174   | 8     | 2     | 11    | .989     | -     | -     | -     | -     | -     | -        | 14    | 18    | 1     | 0     | 0     | 1.000    |
| 2002  | 10    | 71    | 4     | 0     | 7     | 1.000    | -     | -     | -     | -     | -     | -        | 9     | 6     | 0     | 0     | 0     | 1.000    |
| 2003  | 18    | 109   | 4     | 0     | 8     | 1.000    | -     | -     | -     | -     | -     | -        | -     | -     | -     | -     | -     | -        |
| 2004  | -     | -     | -     | -     | -     | -        | -     | -     | -     | -     | -     | -        | 13    | 19    | 0     | 0     | 0     | 1.000    |
| 2005  | 4     | 24    | 0     | 0     | 0     | 1.000    | -     | -     | -     | -     | -     | -        | -     | -     | -     | -     | -     | -        |
| 2006  | 8     | 51    | 5     | 0     | 1     | 1.000    | -     | -     | -     | -     | -     | -        | 1     | 0     | 0     | 0     | 0     | ----     |
| 2007  | 5     | 8     | 0     | 0     | 0     | 1.000    | -     | -     | -     | -     | -     | -        | -     | -     | -     | -     | -     | -        |
| 2008  | 4     | 24    | 1     | 0     | 1     | 1.000    | -     | -     | -     | -     | -     | -        | -     | -     | -     | -     | -     | -        |
| 2009  | 2     | 6     | 0     | 0     | 0     | 1.000    | -     | -     | -     | -     | -     | -        | -     | -     | -     | -     | -     | -        |
| 通算  | 141   | 747   | 44    | 5     | 48    | .994     | 5     | 1     | 5     | 2     | 0     | .750     | 528   | 689   | 21    | 5     | 3     | .993     |

### 記録
初記録
- 初出場：1989年10月14日、対近鉄バファローズ26回戦（藤井寺球場）、8回表に若井基安の代打で出場
- 初打席・初安打：同上、8回表に阿波野秀幸から左中間へ二塁打
- 初先発出場：1989年10月18日、対ロッテオリオンズ25回戦（川崎球場）、7番・右翼手で先発出場
- 初本塁打・初打点：1990年8月15日、対近鉄バファローズ19回戦（平和台球場）、4回裏に佐々木修から左越2ラン
- 初盗塁：1991年9月29日、対日本ハムファイターズ26回戦（平和台球場）、4回裏に二盗（投手：小島善博、捕手：田村藤夫）

節目の記録
- 1000試合出場：2003年4月1日、対大阪近鉄バファローズ2回戦（大阪ドーム）、7番・指名打者で先発出場 ※史上383人目

その他の記録
- オールスターゲーム出場：2回（2001年、2003年）

### 背番号
- 55（1988年 - 2006年）
- 44（2007年 - 2010年）
- 107（2012年）
- 75（2013年 - ）

### 登録名
- 大道 典良（おおみち のりよし、1988年 - 2001年6月12日、2013年 - ）
- 大道 典嘉（おおみち のりよし、2001年6月13日 - 2012年）

## 関連情報

### 著書
- 「仕事人 - バット短く、息長く」（2011年3月、中央公論新社、ISBN 978-4120042119） ※「大道典嘉」名義
- 「オフィシャルBOOK #6 坂本勇人」（2011年3月、徳間書店、ISBN 978-4198631345） ※「大道典嘉」名義
- 「大道典嘉 勝負を決めるメンタル力 ― 名手に学ぶプロフェッショナル野球論」（2012年2月、ベースボールマガジン社、ISBN 978-4583104409） ※「大道典嘉」名義
- 「日本プロ野球育成新論 三軍制が野球を変える」（2020年3月、徳間書店、ISBN 978-4198650681）